# 科幻電腦特視公司
科幻電腦特視公司（英文：Fantasy Film Company）是一家創建於二十世紀九十年代末的香港特效公司。2002年，公司结束营业。

## 特效電影
- 特警新人類（1999）
- 中華丈夫（2001）（連同銀藝特技製作公司）
- 極地皇陵（2002）